# Манастир Успења Пресвете Богородице у Даљској планини
Манастир Даљска планина у народу познат као Манастир Водица је манастир Српске православне цркве у епархији осјечкопољској и барањској у општини Ердут.

## Прошлост
Манастир је средиште владичанства осјечкопољског и барањског. Чине га црква, олтар на отвореном уклесан у брдо и конак. Стара богомоља у манастиру подигнута је 1758. године. Богомоља је порушена у Другом свјетском рату, а нова је подигнута у раздобљу од 1946. до 1948. године. Конак је подигао патријарх Јосиф Рајачић средином 19. вијека. У конаку извире веома питка вода која се у народу сматра љековитом.
Међу игуманима је био Исаија Лукић.